# Jazz in the Woods (Apeldoorn)
Jazz in the Woods was een jaarlijks terugkerend muziekfestival in het centrum van de Nederlandse stad Apeldoorn.
De voorloper van het festival was een kleinschalig evenement genaamd de Barretocht, waarbij het publiek van kroeg naar kroeg kon. In de deelnemende zaken was er live-muziek. De eerste grootschalige editie van het festival, in 1991, droeg de naam 'Jazztival'.
Het hoogtepunt lag traditioneel op de laatste vrijdagavond van de maand mei, hoewel ook de donderdag ervoor en zaterdag erna activiteiten plaatsvonden. Op diverse buitenpodia maar ook in de verschillende horecagelegenheden vonden live-uitvoeringen plaats. Naast jazz werd ook pop- en bluesmuziek ten gehore gebracht. Het gehele evenement, georganiseerd door de Stichting Evenementen Apeldoorn (SEA), was gratis toegankelijk voor het publiek en werd ieder jaar door zo'n 60.000 tot 80.000 mensen bezocht. Het was daarmee een van de belangrijkste culturele evenementen in de stad. De financiering werd de laatste jaren echter een probleem. In 2013 viel het besluit het evenement niet te organiseren. Daarop besloten horecaondernemers in de binnenstad een kleinschaliger evenement te organiseren onder de naam KingTown Jazz & Soul Festival. Dit vond plaats in 2013 en 2014. In mei 2015 was er echter wederom een editie van Jazz in the Woods. De voor mei 2016 geplande editie werd afgeblazen. Latere pogingen om het festival opnieuw te houden waren niet succesvol.